# Kyōgoku Takatsugu
Kyōgoku Takatsugu (京極高次, 1563-1609) est un daimyo (seigneur féodal) de la province d'Ōmi et de la province de Wakasa de la fin de l'époque Sengoku de l'histoire du Japon.
Takatsugu est le fondateur du clan moderne de Kyogoku. Ses ancêtres étaient puissants depuis le XIIIe siècle, mais leur fortune s'était affaiblie après la guerre d'Ōnin. Takatsugu s'est efforcé de reconstituer la puissance perdue de sa famille.
Takatsugu s'est allié avec Nobunaga Oda et après la mort de ce dernier, Takatsugu est devenu un fudai daimyo (vassal héréditaire) des Toyotomi.
Hideyoshi a installé Takatsugu au château d'Ōtsu (60 000 koku) dans la province d'Ōmi. En 1600, il a rejoint les Tokugawa. Le jour même  de la bataille de Sekigahara, il échoue au siège d'Ōtsu, mais la victoire de Ieyasu Tokugawa à Sekigahara a limité les conséquences de cette défaite. Cette même année, Takatsugu a été récompensé avec le domaine d'Obama (92 000 koku) dans la province de Wakasa.
Sous le shogunat Tokugawa, les Kyogoku ont été identifiés tozama daimyo ou étrangers, contrairement aux fudai daimyo qui étaient les vassaux héréditaires des Tokugawa.

## Généalogie
Les tozama Kyōgoku prétendaient descendre de l'empereur Uda (868-897) par son petit-fils Minamoto no Masanobu (920-993), représentant une branche du clan Sasaki qui ont été adoptés par les Seiwa Genji.
Takatsugu est le fils de Takayoshi Kyogoku et Maria Kyogoku, fille de Azai Hisamasa. Sa sœur Tatsuko, était la concubine de Hideyoshi Toyotomi, Takatomo Kyogoku était son frère.

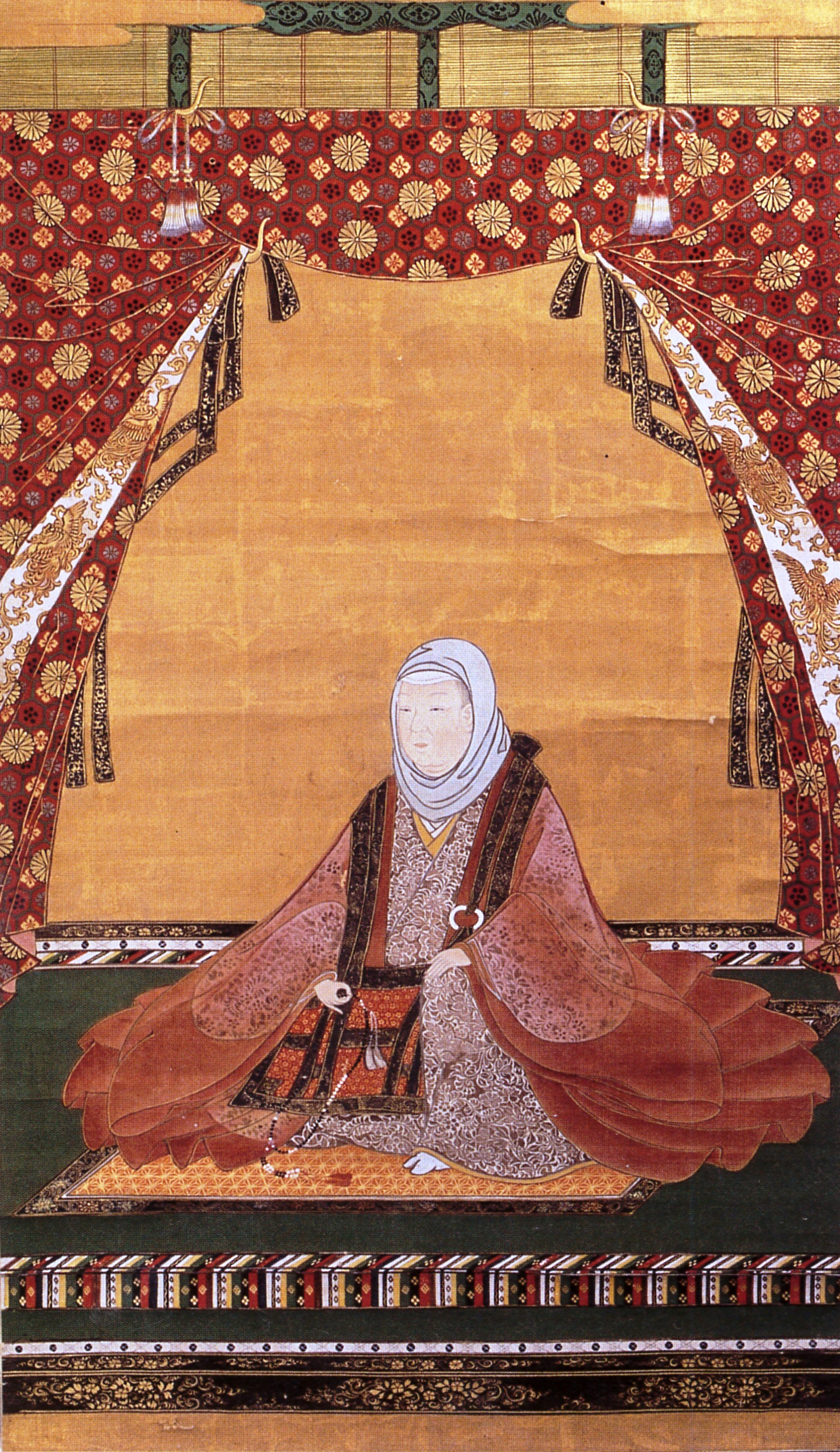
Ohatsu, la femme de Takatsugu.

Takatsugu a épousé sa cousine Ohatsu, la deuxième des trois filles de Nagamasa Asai.
La grande sœur de son épouse, Yodo-Dono, était la deuxième épouse de Hideyoshi Toyotomi et la mère de Hideyori Toyotomi. Avec ce mariage, Takatsugu est devenu le beau-frère de Hideyoshi.
La petite sœur de son épouse, Oeyo, était l'épouse de Hidetada Tokugawa et la mère de Iemitsu Tokugawa. Avec ce mariage, Takatsugu est devenu le beau-frère de Hidetada.
Après la mort de Takatsugu en 1609, Ohatsu est devenu une nonne bouddhiste, prenant le nom de « Jōkō-in » (常高院). En raison de ses liens avec les Toyotomi et les Tokugawa, Ohatsu a longtemps servi d'intermédiaire entre les deux rivaux. Elle a continué ce rôle jusqu'en 1615 où les Tokugawa ont éliminé les Toyotomi.

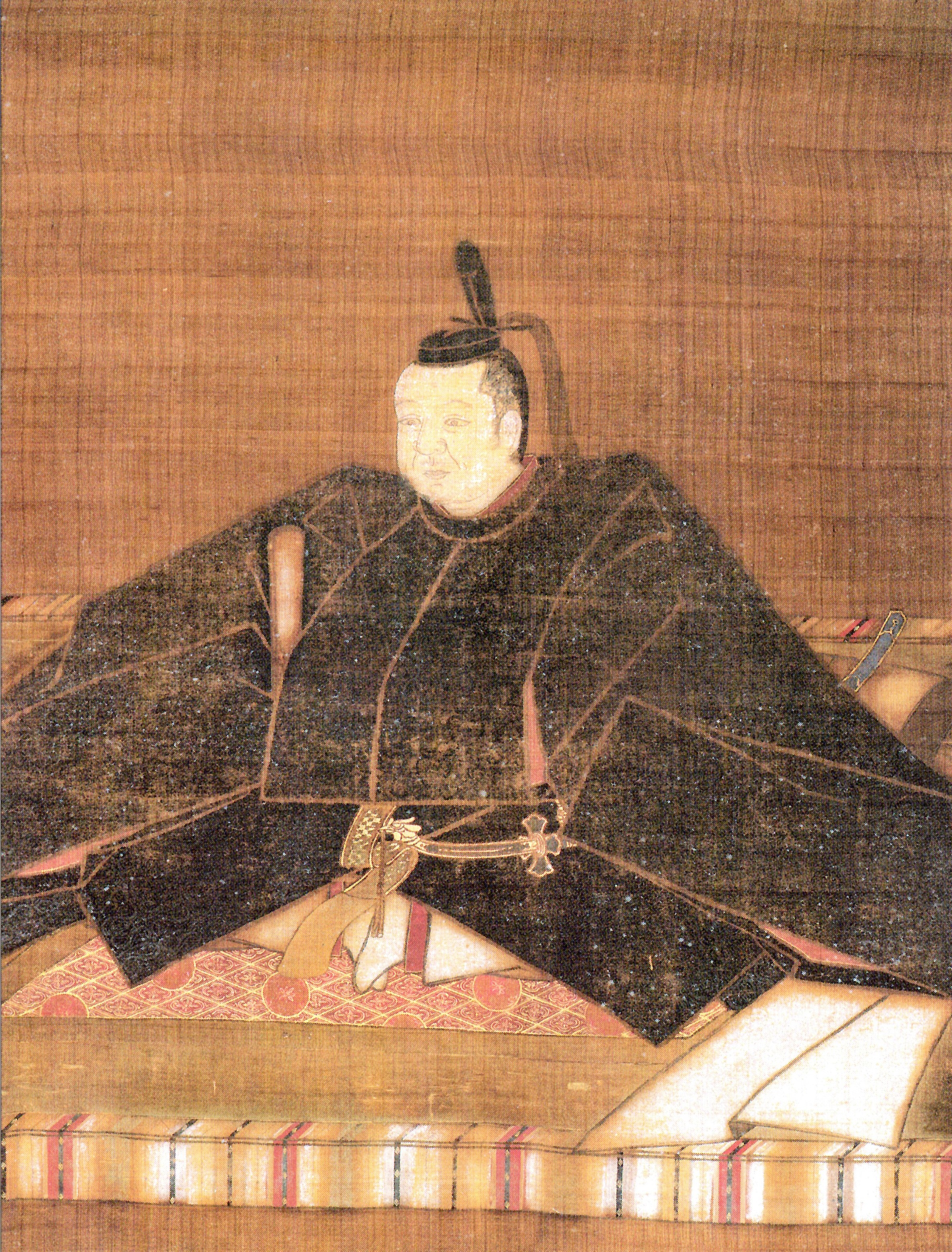
Tadataka Kyogoku, fils de Takatsugu.

Tadataka Kyōgoku (1593-1637) était le fils de Takatsugu. En 1607, Tadataka a épousé la quatrième fille du shogun Hidetada. Il est mort sans laisser d'héritier, ce qui veut dire que ses possessions sont revenues au shogunat. Cependant, le bakufu a désigné Takakazu Kyogoku comme héritier à titre posthume. Takakazu était le neveu de Tadataka, le fils de son frère Takamasa. Takakazu était inféodé au domaine de Tatsuno (50 000 koku) dans la province de Harima.
En 1658, Takakazu a été transféré au château de Marugame dans la province de Sanuki, où les descendants de Takatsugu sont restés jusqu'à l'abolition du système han en 1871. Le chef du clan de Kyogoku a été anobli vicomte héréditaire pendant la restauration de Meiji en raison du système nobiliaire kazoku.

## Source de la traduction
- (en) Cet article est partiellement ou en totalité issu de l’article de Wikipédia en anglais intitulé « Kyōgoku Takatsugu » (voir la liste des auteurs).